# Selecció d'hoquei sobre patins femenina de l'Argentina
La selecció d'hoquei sobre patins femenina de l'Argentina és l'equip femení que representa la Confederació Argentina del Patí (CAP) en competicions internacionals d'hoquei sobre patins. La CAP es va fundar l'any 1956.
Ha guanyat el campionat del món en sisocasions i la Copa Amèrica en dues.

## Palmarès
- 6 Campionats del món: 1998, 2002, 2004, 2010, 2014 i 2022
- 2 Copes Amèrica: 2006 i 2010